# Alexandre Rabinovitch
Pour les articles homonymes, voir Rabinovitch.
Alexandre (ou Alexander) Rabinovitch-Barakovsky, en russe Александр Рабинович-Бараковский, né à Bakou le 30 mars 1945, est un compositeur, pianiste et chef d'orchestre originaire d'Azerbaïdjan.

## Biographie
Alexandre Rabinovitch entre en 1963 au Conservatoire Tchaïkovski de Moscou, il y étudie le piano et la composition avec Dmitri Kabalevski et Aleksandr Piroumov, et en sort diplômé. Il quitte l'URSS en 1974 pour la France, puis il s'installe en Belgique, il vit actuellement en Suisse.

## Compositions
- 1969 - Les mots de Andrei Biely, cantate
- 1970 - Le point d'appui trouvé, musique de chambre
- 1972 - Happy end
- 1974 - La Belle Musique n°2, musique de chambre
- 1975 - Perpetuum mobile
- 1975 - Fairy tale
- 1976 - Le récit de voyage
- 1977 - La Belle Musique n°3 (nl)
- 1978 - Requiem pour une marée noire
- 1979 - Entente cordiale
- 1979 - Litanies
- 1980 - Musique Populaire (nl)
- 1980 - Discours de la pénitence
- 1982 - Discours sur la délivrance
- 1987 - La belle musique n°4
- 1987 - Cantique pour Orfeo
- 1989 - In illo tempore
- 1994 - Musique populaire
- 1995 - 3 Invocations
- 1996 - Incantations
- 1997–98 - 6 Etats intermédiaires
- 1998 - La Triade[4]
- 1999 - Retour aux sources
- 1999 - La harpe de David
- 2000 - The celtic harp
- 2000 - Die Zeit
- 2000 - Le Triptyque
- 2001 - Les trois Gunas
- 2004 - Jiao, composé en janvier 2004 à Genève pour l'orchestre de chambre Musiques Nouvelles[5],[6]
- 2005 - Maithuna[6]
- 2006 - Les Chants-Spirales
- 2009 - 3 Manas
- 2010 - Opus Magnum

## Discographie

### Alexandre Rabinovitch interprète
- 1994 - Quatuor pour piano et cordes en mi bémol majeur op.47, Robert Schumann, Alexandre Rabinovitch (piano), Dora Schwarzberg (violon), Nobuko Imai (alto), Mischa Maisky (violoncelle) - EMI Classics[7]
- 1994 - Adagio et Allegro pour cor et piano en la bémol majeur op.70, Robert Schumann, Marie-Luise Neunecker (cor), Alexandre Rabinovitch (piano) - EMI Classics[8]
- 1994 - Andante à variations pour 2 pianos, 2 violoncelles et cor en mi bémol majeur op.46, Robert Schumann, Martha Argerich (piano), Alexandre Rabinovitch (piano) - EMI Classics[9]
- 1999 - Visions de l'Amen, pour 2 pianos, Olivier Messiaen, Martha Argerich (piano), Alexandre Rabinovitch (piano) - EMI Classics[10]
- 1999 - Concertos. KV 316a. Mi bémol majeur, Johann Sebastian Bach, avec Martha Argerich - Teldec Classics[11]
- 2001 - Suite pour 2 pianos n°1 en si bémol majeur op.5, Serge Rachmaninov, Martha Argerich (piano), Alexandre Rabinovitch (piano) - Warner Classics International[12]
- 2001 - Suite pour 2 pianos n°2 op.17, Serge Rachmaninov, Martha Argerich (piano), Alexandre Rabinovitch (piano) - Warner Classics International[13]
- 2002 - Concerto pour piano et orchestre en la mineur op.54, Robert Schumann, Martha Argerich (piano), orchestre de la radio suisse italienne sous la direction d'Alexandre Rabinovitch - EMI Classics[14]
- 2003 - Triple Concerto pour piano, violon, violoncelle et orchestre en do majeur op.56, Ludwig van Beethoven, Martha Argerich (piano), Renaud Capuçon (violon), Gautier Capuçon (violoncelle), orchestre de la radio suisse italienne sous la direction d'Alexandre Rabinovitch - EMI Classics[15]
- 2005 - Schumann: Kreisleriana / Faschingsschwank / Romanzen - Warner, Teldec Classics International[16],[17]

### Alexandre Rabinovitch compositeur
- Pourquoi je suis si sentimental - Bis-CD
- 1994 - Œuvres pour Piano - Valois-Naive[18]
- 1996 - An Introduction to Alexandre Rabinovitch - Megadisc Classics[19]
- 1998 - Requiem pour une marée noire - Motif optimiste - Megadisc Classics
- 1999 - Revisited Concertos - Vde-Gallo
- 1999 - Incantations (Incantations - Schwanengesang an Apollo - Belle musique N°3 - Liebliches lied) - Megadisc Classics[20],[3]
- 2000 - La Triade (Triade - Pierre tibétaine) - Doron Music[21],[4]
- 2001- Die Zeit (Die zeit - Récit de voyage - Musique expressive) - Megadisc Classics[22]
- 2004 - Pura Cosa Mentale - Megadisc Classics[23],[24]
- 2006 - Tantric Coupling - Megadisc Classics[25],[6]